# NGC 1
NGC 1 is een spiraalvormig sterrenstelsel in het sterrenbeeld Pegasus op een afstand van 190 miljoen lichtjaar. De diameter van NGC 1 bedraagt 90.000 lichtjaar; hiermee is NGC 1 iets kleiner dan de melkweg. NGC 1 is het eerste object in de lijst van NGC-objecten.

## Alpheratz
Samen met het stelsel NGC 2 staat NGC 1 op ongeveer 1°30' ten zuidzuidwesten van Alpheratz (alpha Andromedae), de ster die de noordoostelijke hoek vormt van het gemakkelijk te herkennen asterisme Herfstvierkant, gevormd door de sterren alpha, beta, en gamma van het sterrenbeeld Pegasus, met als vierde ster alpha Andromedae.

## Synoniemen
- PGC 564
- UGC 57
- IRAS00047+2725
- MCG 4-1-25
- KCPG 2A
- ZWG 477.54
- ZWG 478.26